# Агоризм

Символ агоризму, «А3»:
Agora! Anarchy! Action!

Прапор агоризму

Агоризм — соціально-політична філософія, заснована Семюелем Конкіним та розроблена за участю Дж. Нейла Шульмана, яка має як свою кінцеву мету досягнення суспільства вільного ринку, в якому всі відносини між людьми будуються на добровільному обміні.
Вперше була оформлена в трактаті Самюеля Конкіна «Новий лібертаріанський маніфест» (англ. New Libertarian Manifesto), який був опублікований у 1980 році.

## Етимологія
Термін походить від грецького слова «агора», так називали площу для зборів і ринок в давньогрецьких містах-державах. Ідеологічно ця філософія являє собою революційний тип ринкового анархізму. Шульман інтегрував ідею «контрекономіки» і лібертарну філософію Конкіна, яка пропагує відносини «чорного ринку» (англ. black market), бойкотуючи податкові виплати державі. Агористи стверджують, що ці відносини зможуть не тільки допомогти розвитку самооборони для захисту приватної власності та зміцненню свободи від контролю держави, а й призведуть до того, що приватна ініціатива зможе бути достатньою сильною для знищення держави.

## Ідеологія
Мета агоризму — агора, абсолютно вільний ринок. Семюель Конкін характеризував агоризм як форму ліво-лібертаріанства, зокрема, аналіз лівого ринкового анархізму, і загалом агоризм є стратегічною галуззю ринкового анархізму.

### Контрекономіка
Концепція контрекономіки є найважливішим елементом агоризму. Вона може бути описана як така:
'Контрекономіка' - це сума всіх неагресивних дій людини, заборонених державою, також це дослідження контрекономіки та її практик. Контрекономіка включає в себе «Вільний ринок», «Чорний ринок», «Підпільну економіку», всі акти цивільної та соціальної непокори, всі акти заборонених асоціацій (сексуальні, расові, християнські) та будь-що інше, що держава, в будь-якому місці чи часі, вирішує заборонити, контролювати, регулювати, оподатковувати або накладати на це тарифи. Контрекономіка виключає всі затверджені державою дії («Білий ринок») та насильство та крадіжки, не схвалені державою («Червоний ринок»).

### Вигідна громадянська непокора
Агоризм вважає поступове вилучення державної підтримки через те, що Конкін назвав «Прибутковою громадянською неповагою». Головний рівень державних надходжень та цілей шляхом передачі цих обов'язків децентралізованим установам є найбільш реальним способом досягнення вільних ринків відповідно до агоризму. Замість того, щоб повільно набирати голоси, доки певна їх критична маса не дозволить в економічній боротьбі відступити державі, можна було б задіяти активну громадянську непокору, звільнившись від податків і правил, маючи менші витрати та (потенційно) більшу ефективність, ніж статистичні конкуренти.

### Опозиція до політичних партій
Агоризм не підтримує політичну участь у формі пропаганди політичних партій, як засобу переходу до вільного анархізму. Методи Лібертаріанської партії несумісні з агористичними принципами. Конкін згадав про ці спроби боротися за вільні ринки за допомогою державних схвалених каналів функціонування як "партіархальні" (тобто такі, що в основі своїй базуються на партійних устроях).

### Добровільні об'єднання
Як і у випадку з добровольцями, агористи, як правило, виступають проти голосування виборців та політичних реформ, а замість цього підкреслюють важливість альтернативних стратегій поза політичними системами для досягнення вільного суспільства. Агористи стверджують, що таке суспільство може бути вільніше звільнено шляхом використання таких методів, як освіта, прямі дії, альтернативні валюти, вільне підприємництво, самодостатність, громадянська неповага та контрекономіка.

### Класова теорія
Конкін розробив теорію класів, яка включає в себе підприємців, нестатистичних капіталістів та статистичних капіталістів:
| Підприємець                                                | Нестатистичний капіталіст                                                                         | Статистичний капіталіст                                                  |
| добре                                                      | нейтрально                                                                                        | погано                                                                   |
| Інноватор, приймач ризиків, виробник «Сила вільного ринку» | Власники капіталу та ті, хто є ідеологічно неусвідомленими «Відносно недоброзичливі неінноватори» | Основні бенефіціари державного контролю «Головне зло в політичній сфері» |

Конкін стверджував, що, хоча агористи бачать ці три класи по-різному, анархо-капіталісти, як правило, стикаються з першим і другим типом, тоді як "марксисти та інші колективісти" з усіма трьома.

## Політична діяльність
Ті, хто позиціонує себе як «агористи», в США виступають проти участі у виборах та проти політичних реформ. Замість цього агористи підкреслюють важливість альтернативних, а не політичних стратегій для побудови вільного суспільства. Агористи стверджують, що людство зможе досягти вільного суспільства легше і швидше за рахунок використання таких альтернативних методів.
Альтернативні стратегії являють собою суміш агітації, освіти та прямої дії, особливо торкаючись підприємницької діяльності та економічної боротьби. Під освітою агористи мають на увазі отримання іншими людьми знань про «австрійську школу» в економіці, лібертарних політичних теоріях та різноманітних етичних системах. Крім того, вони використовують термін «пряму дію» щоб підкреслити важливість безпосередньої участі людей, наприклад, в ринковій діяльності, та позначити відмінності з тактикою Лібертаріанської партії, яка передбачає голосування за парламентських представників. Агористи насамперед зосереджені на економічній боротьбі, що має на увазі побудови та створення підприємств, які будуть ігнорувати нав'язані ззовні правила, відмовлятися від державного ліцензування та сплати податків. Крім того, методи агористів включають створення мікро-народів і вільних островів, використання методів криптоанархізму, щоб обходити державне вторгнення в приватне життя, і розвиток технологій, які допоможуть зменшити владу уряду. Агористи називають свої альтернативні стратегії, які виявляються поза виборчими і політичних систем, революційними. Парламентаризм розглядається агористами як реформістська та чужа їм стратегія.

## Альянс агористської дії
Альянс агористської дії (англ. Agorist Action Alliance, A3) — є активістською мережевою організацією агористів та союзної організації більш широкого Альянсу лібертарних лівих.